# Poštni nabiralnik
Poštni nabiralnik je:
- zabojnik ali poseben prostor namenjen sprejemanju dospele pošte. Vsaka hiša ali stanovanje ima svoj poštni nabiralnik. Poznamo več vrst: vgradni, samostoječi, individualni, za vrata, za ograje.
- zabojnik na steni ali samostoječ v katerega vržemo z znamko(-ami) opremljeno pošto z namenom, da jo pošta posreduje naslovniku. Pojavili so se po uvedbi poštne znamke.